# Veřejný nepřítel č. 1
Veřejný nepřítel č. 1 (v originále L'Instinct de mort) je francouzsko-kanadsko-italský hraný film z roku 2008, který režíroval Jean-François Richet podle autobiografické knihy  L'Instinct de mort Jacquese Mesrineho. Na film navazuje druhý díl Veřejný nepřítel č. 1: Epilog. Snímek měl světovou premiéru na Mezinárodním filmovém festivalu v Torontu dne 11. září 2008.

## Děj
Po svém návratu z alžírské války se Jacques Mesrine začne postupně dávat na cestu zločinu. Své první loupeže spáchá ve Francii. V roce 1968 je nucen před zákonem uprchnout do Kanady.

## Obsazení
| Vincent Cassel       | Jacques Mesrine       |
| Jacky Godefroy       | policejní inspektor   |
| Samuel Le Bihan      | Michel Ardouin        |
| Cécile de France     | Jeanne Schneider      |
| Gérard Depardieu     | Guido                 |
| Gilles Lellouche     | Paul                  |
| Roy Dupuis           | Jean-Paul Mercier     |
| Elena Anaya          | Sofia                 |
| Michel Duchaussoy    | Mesrinův otec         |
| Myriam Boyer         | Mesrinova matka       |
| Florence Thomassin   | Sarah                 |
| Abdelhafid Metalsi   | pasák Ahmed           |
| Gilbert Sicotte      | miliardář             |
| Deano Clavet         | Roger André           |
| Ludivine Sagnier     | Sylvia Jeanjacquot    |
| Mustapha Abourachid  | harki                 |
| Gil Geisweiller      | francouzský důstojník |
| Sabri Lahmer         | Gégé                  |
| Manuela Gourary      | Mado                  |
| Affif Ben Badra      | rozčilený klient      |
| Frankie Pain         | Lulu                  |
| Jean-Claude Leguay   | Tabacoff              |
| Guilhem Pellegrin    | notář                 |
| Caroline Ferrus      | Maggy                 |
| Jeff Boudreault      | imigrační úředník     |
| Dominique Loiseau    | zabiják               |
| Christian Bordeleau  | novinář na letišti    |
| Christine Bellier    | novinář na letišti    |
| Jean-Loup Yale       | Thibault Mailloche    |
| Christine Beaulieu   | Lizon                 |
| Luc-Martial Dagenais | ředitel banky         |

## Ocenění
- Mezinárodní filmový festival v Tokiu: nejlepší herec (Vincent Cassel)
- Křišťálový glóbus: nejlepší herec (Vincent Cassel), nejlepší film
- César: nejlepší zvuk (Jean Mimondo, Gérard Hardy, Alexandre Widmer, Hervé Buirette), nejlepší režie (Jean-François Richet), nejlepší herec (Vincent Cassel); nominace v kategoriích nejlepší film, nejlepší adaptace (Abdel Raouf Dafri a Jean-François Richet), nejlepší filmová hudba (Marco Beltrami a Marcus Trumpp), nejlepší kamera (Robert Gantz), nejlepší výprava (Émile Ghigo), nejlepší střih (Hervé Schneid a Bill Pankow)